# 2024년 하계 올림픽 쿠웨이트 선수단
쿠웨이트는 2024년 7월 26일부터 8월 11일까지 파리에서 열리는 2024년 하계 올림픽에 참가했다. 쿠웨이트는 2016년 이전 올림픽에서 독립 올림픽 선수단 소속으로 참가했지만, 이는 국가의 14번째 하계 올림픽 출전이었다. 정부 간섭으로 인해 국제올림픽위원회(IOC)가 출전 정지를 선언했다.

## 출전 선수
| 종목 | 남자 | 여자 | 전체 |
| ---- | ---- | ---- | ---- |
| 육상 | 1    | 1    | 2    |
| 펜싱 | 1    | 0    | 1    |
| 조정 | 0    | 1    | 1    |
| 요트 | 0    | 1    | 1    |
| 사격 | 2    | 0    | 2    |
| 수영 | 1    | 1    | 2    |
| 전체 | 5    | 4    | 9    |

## 메달 집계
| 종목 | 1 | 2 | 3 | 합계 |
| 종목 | ' | ' | ' | '    |
| 종목 | ' | ' | ' | '    |
| 종목 | ' | ' | ' | '    |
| 합계 | ' | ' | ' | '    |

## 같이 보기
- 2024년 하계 올림픽